# Prix Mémoire de la Shoah
Le prix Mémoire de la Shoah est un prix décerné par la Fondation Jacob-Buchman, sous l'égide de la Fondation du judaïsme français.

## Lauréats
- André Elbaz (1988)
- Anne Grynberg (1989)
- André Frossard (1990)
- Henri Minczeles (1991)
- François Bédarida (1992)
- Shelomo Selinger (1993)
- Isaac Celnikier (1993)
- Nadine Heftler (1994)
- Ruth Kluger (1998)
- Liliane Atlan (1999)
- Binjamin Wilkomirski
- André Rogerie (2005)
- Shlomo Venezia (2007)
- Emmanuel Finkiel (2009)
- Patrick Desbois (2010)